# Milan Draško
Milan Draško (* 6. Dezember 1962 in Čapljina) ist ein montenegrinischer  Schachspieler.
Er spielte bei fünf Schacholympiaden: 1994 für Jugoslawien und 2008—2014 für Montenegro. Außerdem nahm er für Montenegro an vier Europäischen Mannschaftsmeisterschaft (2007—2013) teil.
| Die zur Anzeige dieser Grafik verwendete Erweiterung wurde dauerhaft deaktiviert. Wir arbeiten aktuell daran, diese und weitere betroffene Grafiken auf ein neues Format umzustellen. (Mehr dazu) |